# オフレコ!
『オフレコ!』は、2000年10月18日から2002年9月4日までTBS系列局で放送されていたTBS製作の情報バラエティ番組である。スペシャル版は『超オフレコ!』あるいは『超超オフレコ!』と題して放送されていた。放送時間は毎週水曜 20:00 - 20:54 （日本標準時）、直前の時間帯にミニ番組を編成していなかったTBSのみ19:54からの60分枠で放送。

## 概要
前番組『しあわせ家族計画』から引き続き和田アキ子と古舘伊知郎が司会を務めていた。マジックの種明かし企画にはMr.マリックも出演。心霊関係の企画では主に『ほんとにあった! 呪いのビデオ』、UMAの企画が行われた際には『THE・プレゼンター』で放送された映像を流していた。
番組は2年間で終了。『クイズ悪魔のささやき』の放送開始以来、TBSの水曜20:00枠で9年間にわたって続いた和田・古舘コンビ司会の番組シリーズは、この番組の最終回をもって幕を閉じた。

## スタッフ
- ナレーター：平野義和、菅原正志
- 構成：妹尾匡夫（オフィスまあ）、野尻靖之（オフィス・トゥー・ワン）、冨永一郎・鮫肌文殊・山名宏和（古舘プロジェクト）、シマダ秀樹、田中伊知郎、安恵一
- TD：丹野至之（TBS）
- VE：島貫洋（TBS）
- カメラ：川井由紀男
- 音声：平井郁雄（TBS）
- 照明：小林章
- 音効：阿部宰、三田兼玄
- 編集：中川隆
- MA：的池将
- 美術プロデューサー：西川光三（TBS）、丸山覚（アックス）
- 美術デザイン：金子俊彦（アックス）
- 美術制作：清水久（アックス）
- 装置：高久正夫
- 電飾：長谷川潤
- メカシステム：庄子泰広
- 装飾：加藤秀樹
- CG：高橋和紀
- タイトル：ヒワタシ
- リサーチ：インスティテュート・ワープ、I・T・R
- 制作協力：Clumsy Inc.、夢家、翔テレビジョン
- TK：岸田純子
- AP：鎌倉昭夫、斯波豊
- ディレクター・演出：遠藤宗一・篠塚純・瀬川郷守（TBS）、たぐちゆたか、安斉克広（スーパープロデュース）、三島由春、岩切秀嗣、大林彰、諏訪陽介（翔テレビジョン）
- チーフディレクター：吉橋隆雄（TBS）
- プロデューサー：高橋啓志（TBS）
- 制作協力：古舘プロジェクト（クレジット表記無し）
- 制作：TBSエンタテインメント（現・TBSテレビ）
- 製作著作：TBS

## 不祥事
2001年8月8日放送の『超オフレコ!特大版 助けて・幽霊に遭遇だ 背すじゾクゾクSP』において、北海道網走市三眺の網走刑務所敷地内にある服役中に死亡した受刑者を慰霊する墓地にスタッフが無断で侵入・撮影したコーナーがあったとして、網走刑務所がTBSに対して抗議し、TBSが謝罪する事態が起きた。この回で行われた企画は、一般は立入禁止である同墓地を心霊スポットとして紹介する形で、2001年7月7日の夜から翌日早朝にかけて番組スタッフが墓地を探すという内容であった。放送を見た刑務所職員の指摘により調査を行ったところ、撮影の申請が法務省や刑務所に対してなされていなかった。TBSは撮影許可が必要であることを知らなかったという。